# نجات ژنرال یانگ
نجات ژنرال یانگ (انگلیسی: Saving General Yang) فیلمی در ژانر اکشن و رزمی به کارگردانی رانی یو و ریموند ونگ است که در سال ۲۰۱۳ منتشر شد.

## داستان
داستان فیلم در اوایل سلسله سُنگ شمالی، ۹۸۶ میلادی، در شمال شرقی چین است. ژنرال سابق هان شمالی و پدرسالار طایفه یانگ یانگ یی پس از سقوط هان شمالی با رژیم جدید سان تحت سلطه چین در هان بیعت می کنند...